# 旭化成建材
旭化成建材株式会社（あさひかせいけんざい）は、旭化成グループにおいて、建築材料の製造・販売および研究開発を担う事業企業。本社は東京都千代田区。

## 沿革
- 1963年 - 創業。
- 1976年 - 設立。
- 2004年 - 東京本社を港区芝大門より港区東新橋へ移転。
- 2008年 - 東京本社を港区東新橋より千代田区神田神保町へ移転。
- 2015年 - 杭打ちデータ改竄問題発覚（次章）

## 杭打ちデータ改竄問題
2015年10月15日、三井住友建設が施工主となって建設していた横浜市のマンション「パークシティLaLa横浜」について、旭化成建材の工事の一部に不備があったこと、施工報告書の一部データが無断で書き換えられていたことが明らかになった。旭化成建材は偽装を認め謝罪した。その後、10月16日、既成のコンクリート杭の先端を塗り固める「根固め」に使うべきセメントミルクの量を計算する流量計のデータにも無断改変があったことが分かった。
これを受けて国土交通省は、10月23日、不安の解消を目的として、旭化成建材が杭打ちを行った物件、延べ全国3040か所について住民や自治体にデータの情報提供をするよう求める命令を当社へ発出した。同年11月2日から国土交通省が建設業法違反の疑いで旭化成建材本社に立入検査を行った。旭化成建材は、過去10年間に施工した杭打ち工事3040件のデータに関し、改竄の有無について調査した。関係者によれば3040件中300件前後が改竄に該当するという。
10月28日、北海道は釧路市の北海道営住宅の建設についても、旭化成建材がデータの流用・改竄をしていたことが明らかになったと発表。この工事の責任者は横浜市の工事とは別の人物であることため、データ改竄の不正行為が社内ぐるみで行われていた可能性がある。これを受け、2016年1月に当社は1次下請けの日立ハイテクノロジーズとともに15日間の営業停止処分を受けた。また2016年に旭化成本体の経営陣が退任する事態に発展し、浅野敏雄社長が4月1日付で相談役に退き、後任に小堀秀毅専務が就く。また旭化成建材の前田富弘社長も社長付に退き、堺正光が後任の社長となった。旭化成でグループの住宅・建材事業を統括してきた平居正仁副社長は、6月の株主総会後に取締役を退任する。

## 所在地
- 本社 - 東京都千代田区
- 境工場 - 茨城県猿島郡境町大字染谷106
- 穂積工場 - 岐阜県瑞穂市別府2142
- 岩国工場 - 山口県岩国市通津字南白崎3915
- ネオマフォーム工場 - 茨城県猿島郡境町西泉田1443-3